# 28 (tal)
28 er et lige heltal og det naturlige tal, som kommer efter 27 og efterfølges af 29.

## I matematik
- Et fuldkomment tal: 1+2+4+7+14 = 28
- Et trekanttal: 1+2+3+4+5+6+7 = 28

## Andet
- 28 dage i februar (i år, der ikke er skudår)
- 28 bogstaver i det danske alfabet, hvis man henholder sig til børnesangen.
- 28 er atomnummeret på grundstoffet nikkel